# Eutelsat 3B
Eutelsat 3B ist ein Kommunikationssatellit der European Telecommunications Satellite Organization (Eutelsat) mit Sitz in Paris. Er wurde im Juli 2011 bei Airbus Defence and Space bestellt und basiert auf dem Satellitenbus Eurostar E3000. Er besitzt eine geplante Lebensdauer von 15 Jahren.
Eutelsat 3B wurde am 26. Mai 2014 um 23:09:59 MESZ mit einer Zenit-3SL Trägerrakete von Sea Launchs Startplattform „Odyssey“ im Pazifik in eine geostationäre Umlaufbahn gebracht. Die Trennung des Satelliten von der Raketenoberstufe erfolgte um 0:10 Uhr und 28 Sekunden MESZ am 27. Mai 2014. Der Start sollte bereits am 15. April 2014 erfolgen, jedoch wurde beim testweisen Aufrichten der Zenit-Rakete ein Querträger durch eine Kollision der Rakete mit einem sich nicht wie geplant bewegendem Kabelmast beschädigt.
Der dreiachsenstabilisierte Satellit ist mit 51 Ku-Band, Ka-Band und C-Band Transpondern ausgerüstet und soll von der Position 3° Ost aus Europa, Afrika, den Nahen Osten, Zentralasien und Teile Südamerikas (insbesondere Brasilien) mit Video-, Daten-, Telekommunikations- und Breitbanddiensten versorgen. Dank der zehn Antennen des Satelliten kann Eutelsat für nationale und internationale Märkte Telekommunikationsdienste mit festen großen (Wide Beam) oder variablen engen (Spot Beam) Ausleuchtzonen in den drei Frequenzbändern anbieten, wobei im Ka-Band die Zuweisung von Leistung und Spektrum für jeden einzelnen Strahl skalierbar erfolgen kann.
Am 5. Juli 2014 übernahm Eutelsat 3B den Verkehr von Eutelsat 3A und Eutelsat 3D. Eutelsat 3D wird auf die Position 7° Ost umgestellt und wird dort unter dem neuen Namen Eutelsat 7B den dort befindlichen Eutelsat 7A unterstützen. Eutelsat 3A wird auf 8° Ost positioniert.